# Giana Romanova
Giana Romanova (Unión Soviética, 10 de marzo de 1954) es una atleta soviética retirada especializada en la prueba de 1500 m, en la que ha conseguido ser campeona europea en 1978.

## Carrera deportiva
En el Campeonato Europeo de Atletismo de 1978 ganó la medalla de oro en los 1500 metros, con un tiempo de 3:59.01 segundos que fue récord de los campeonatos, llegando a meta por delante de la rumana Natalia Marasescu y la búlgara Totka Petrova (bronce con 4:00.15 segundos).